# Péribonka
Pour l’article homonyme, voir Péribonka (homonymie).
Péribonka est une municipalité canadienne du Québec, située dans la municipalité régionale de comté de Maria-Chapdelaine et la région administrative du Saguenay–Lac-Saint-Jean. Il est l'un des plus petits villages du Québec[réf. souhaitée].

## Toponymie
Le nom de Péribonka vient du dialecte algonquin, pelipoko (il existe aussi une variante pelipaukau), signifie « rivière creusant dans le sable, où le sable se déplace »[réf. souhaitée].

## Histoire
En 1673, les Jésuites François de Crespieul et Charles Albanel s’y installent officiellement et le toponyme « Péribonka » apparaît pour la première fois sur les cartes en avril 1679. La région est alors parcouru par de nombreux aventuriers en quête de fourrures et notamment par des coureurs des bois en expédition vers la baie d’Hudson.
Le village de Péribonka a été fondé en 1888 par Édouard Niquet et sa femme, Mélanie Boisvert, ainsi que par Édouard Milot. Le début de cette colonisation est le cadre du roman Maria Chapdelaine de l'écrivain français Louis Hémon qui vécut à Péribonka durant six mois de l'année 1912 où il fut employé comme ouvrier agricole par Samuel Bédard. Le village est aussi le centre de l'aventure "Carla (The Crippled Lady of Peribonka)", l'un des derniers romans de James Oliver Curwood, paru en 1929.
Le 19 septembre 1908, Péribonka est érigé en municipalité.

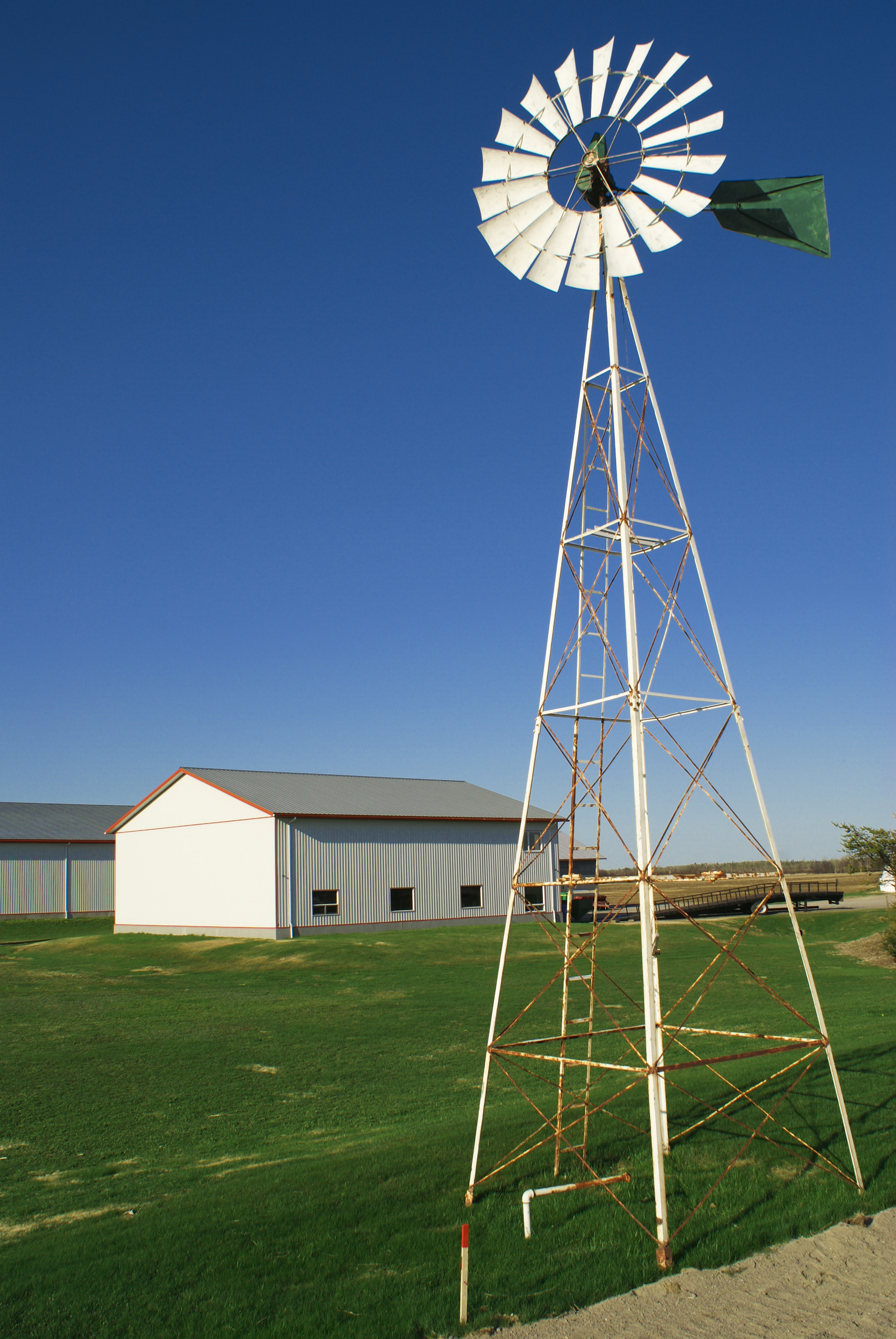
Girouette à l'entrée de la municipalité.

## Géographie
Le village est localisé sur la rive nord du lac Saint-Jean à l'embouchure de la Péribonka, face au parc national de la Pointe-Taillon situé de l'autre côté de la rivière. La Petite rivière Péribonka traverse l'ouest de la municipalité vers le sud-ouest jusqu'à sa confluence rive droite avec la rivière Péribonka. La rivière Moreau en traverse l'ouest de la municipalité vers l'ouest jusqu'à sa confluence rive gauche avec la Petite rivière Péribonka. Les rivières à Michel et Saint-Ludger traverse le nord-est de la municipalité jusqu'à leur confluence rive droite avec la rivière Péribonka.

## Démographie
| 1991 | 1996 | 2001 | 2006 | 2011 | 2016 | 2021 |
| ---- | ---- | ---- | ---- | ---- | ---- | ---- |
| 635  | 588  | 538  | 541  | 464  | 515  | 489  |

## Administration
Les élections municipales se font en bloc pour le maire et les six conseillers.
| Péribonka Maires depuis 2001                                                                                         |                 |         |          |
| Élection | Maire           | Qualité | Résultat |
| 2001 | Denis Trottier  |         | Voir     |
| 2005 | Gilbert Goulet  |         | Voir     |
| 2009 | Gilbert Goulet  | Voir    |          |
| 2013 | Ghislain Goulet |         | Voir     |
| 2017 | Ghislain Goulet | Voir    |          |
| 2021 | Guylaine Proulx |         | Voir     |
| Élection partielle en italique Depuis 2005, les élections sont simultanées dans toutes les municipalités québécoises |                 |         |          |

## Personnalités liées
De nombreux personnages ont vécu à Péribonka. En voici une liste non exhaustive.
- Eva Bouchard, dite Maria Chapdelaine
- Samuel Bédard (colon)
- Louis Hémon (auteur de Maria Chapdelaine)
- Michel Goulet (ancien joueur de hockey professionnel)
- Karina Montminy (athlète en patinage de vitesse courte piste)

## Tourisme

### Musée Louis-Hémon
Le Musée Louis-Hémon, fondé en 1938, rassemble des documents relatifs à Louis Hémon et présente des œuvres d'art ayant pour sujet Maria Chapdelaine.
Le Musée Louis-Hémon comporte trois bâtiments. Premièrement, le pavillon Maria-Chapdelaine abrite une exposition temporaire en été. Le second bâtiment est la Maison Samuel-Bédard, site patrimonial et témoin du séjour de Louis Hémon en 1912, puisque Louis Hémon a habité dans cette maison pendant son séjour à Péribonka. La maison est l'une des rares maisons de colons à exister encore aujourd'hui, au Québec. Elle s’inspire d’un modèle très populaire à l’époque, la maison-grange, exemple-type de la maison de colon. Le troisième bâtiment est le pavillon contemporain qui abrite des expositions diverses, en lien avec Maria Chapdelaine, Louis Hémon, la littérature, etc. La fameuse sculpture Femme et Terre de Ronald Thibert (communément appelée L'Hymen à Maria) siège devant ce pavillon. Le complexe touristique siège sur un grand terrain de 2 kilomètres carrés, à mi-chemin entre les villages de Péribonka et de Sainte-Monique de Honfleur, avec, en plus des trois bâtiments, une halte routière sur le bord de la rivière Péribonka. La véloroute des bleuets traverse également le site.
Le 11 juin 2024, le nouveau Musée Louis-Hémon est inauguré dans l’église paroissiale Saint-Édouard, au cœur de la municipalité de Péribonka. Il est intégré au complexe multiservice Espace Péribonka.
En 1934, le réalisateur français Julien Duvivier y a tourné un Maria Chapdelaine avec Jean Gabin dans le rôle de François Paradis et Madeleine Renaud dans celui de Maria Chapdelaine.
En juin 2006, Interaction Qui rend hommage à l'écrivain breton Louis Hémon en installant le Tacon-Site de l’Écriture dans le cadre de la Grande marche des Tacons-Sites et affirme la mission du Musée Louis-Hémon comme lieu de création et d'échange privilégiant l'oralité, la lecture et l'écriture d'expression française. Cet événement confirme que la communauté de Péribonka est dépositaire du marqueur identitaire fondé sur le rayonnement et la singularité du patrimoine littéraire de la région Saguenay—Lac-Saint-Jean.

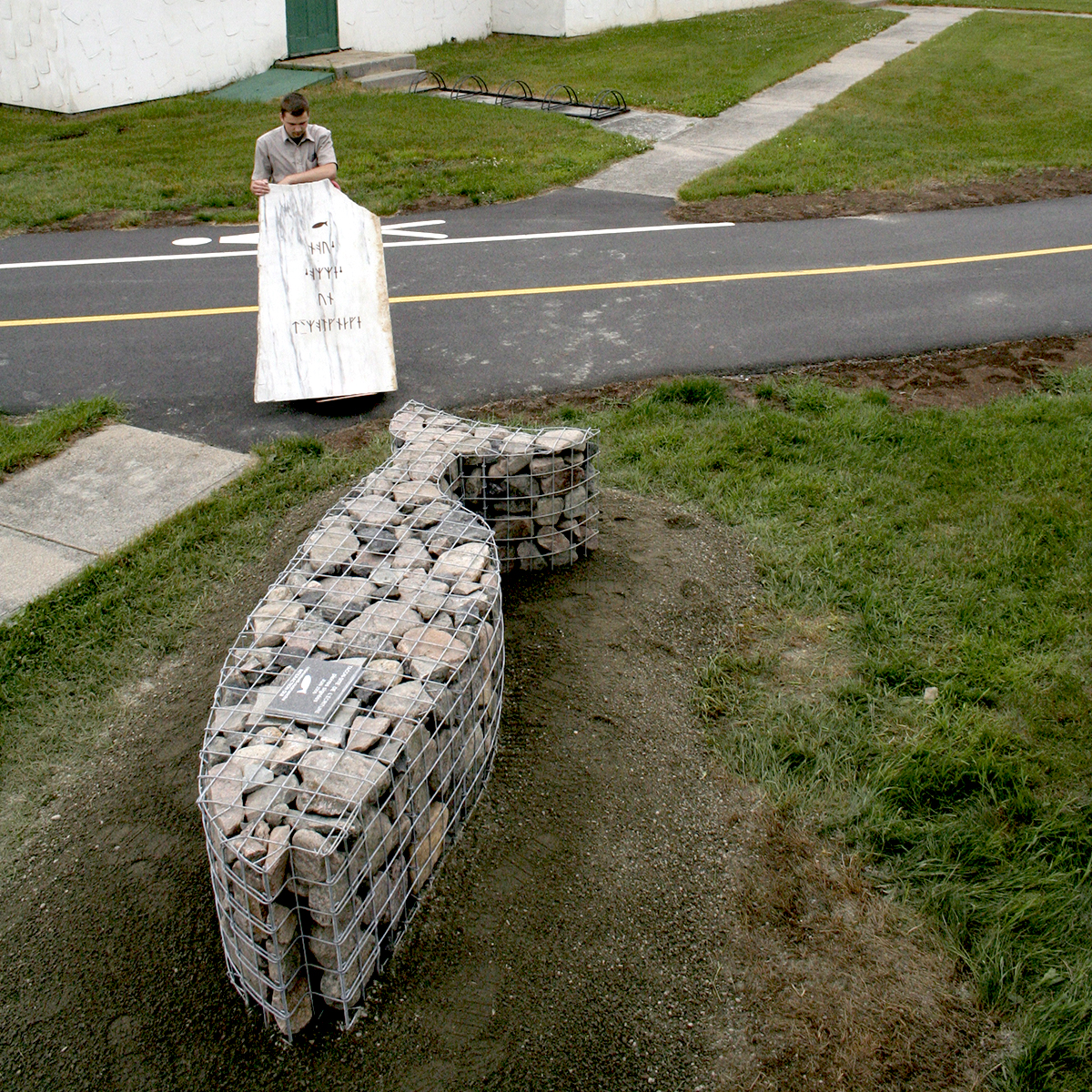
Tacon-Site de l'Écriture.
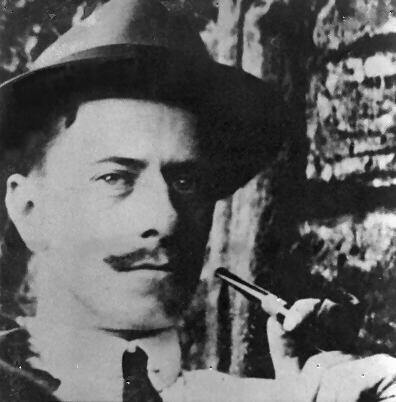
Louis Hémon.
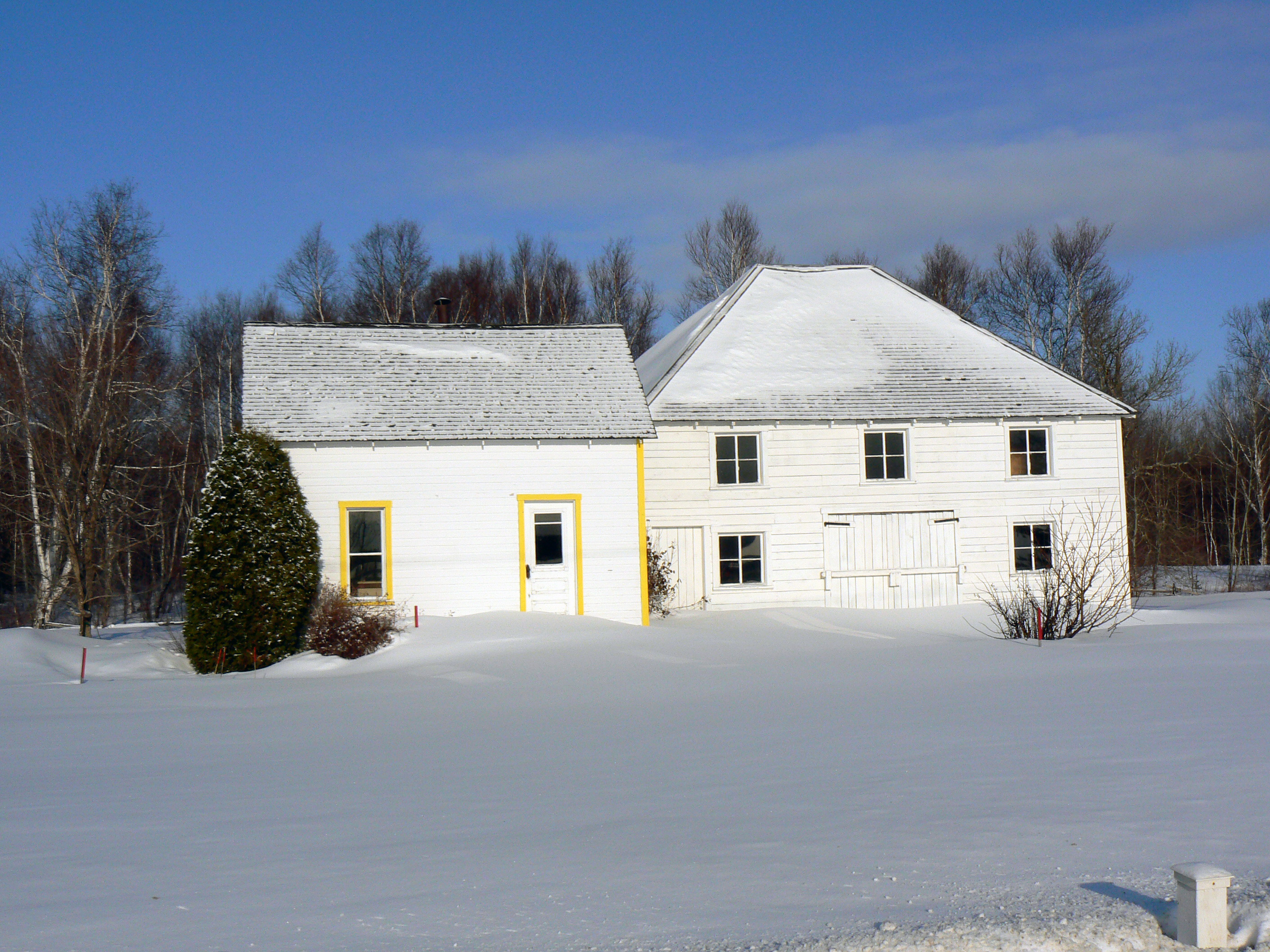
Maison de Samuel Bédard.

### Traversée internationale du lac Saint-Jean
Depuis près d'un demi-siècle, Péribonka est le point de départ de la traversée internationale du lac Saint-Jean qui voit les nageurs affronter les vagues du lac Saint-Jean en direction de Roberval[réf. souhaitée].

### Hébergement
La municipalité est le site de la seule auberge de jeunesse au lac Saint-Jean : l'« Auberge Île du Repos »[réf. souhaitée]. Elle est située à proximité de Sainte-Monique, face à la Pointe-Taillon et dispose de 6 chalets (chambres et dortoirs), d'un restaurant, ainsi que d'une salle de spectacles qui accueille de nombreux artistes de la scène québécoise.